# Eenheid door Democratie

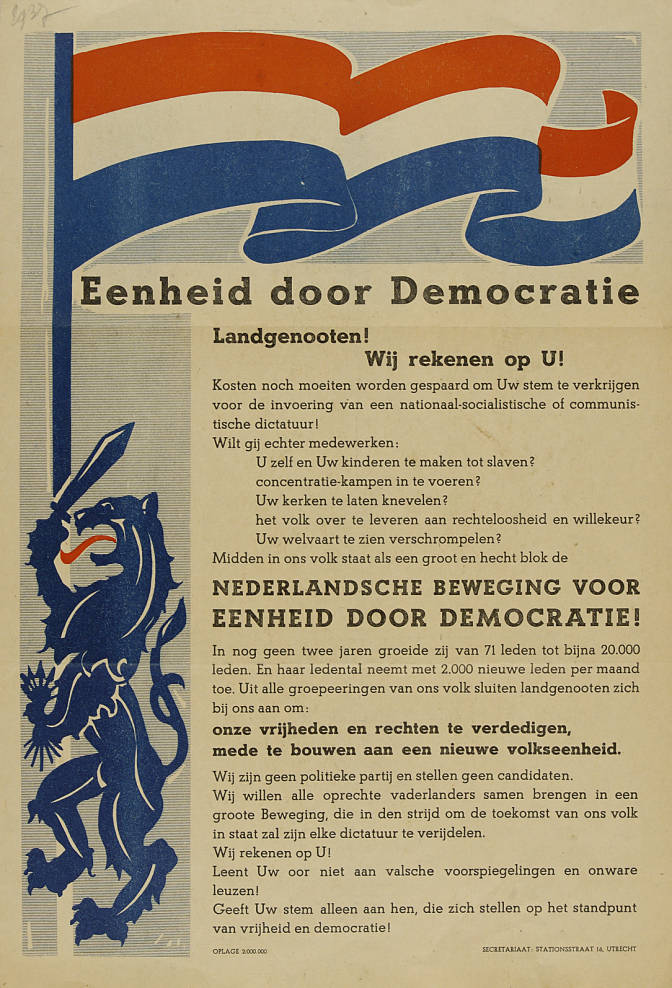
Oproep van Eenheid door Democratie n.a.v. de Tweede Kamerverkiezingen 1937.

Eenheid door Democratie  of voluit Nederlandsche Beweging voor Eenheid door Democratie (EDD), was een Nederlandse buitenparlementaire beweging die zich van 1935 tot 1940 tegen zowel het nationaalsocialisme als het communisme richtte. Het motto van de beweging was 'Mussert noch Moskou' - een verwijzing naar de NSB-slogan 'Mussert of Moskou'. EDD gaf ook een tijdschrift met de naam Eenheid door Democratie uit, en verschillende boeken en brochures.
EDD werd op 27 juni 1935 opgericht door Pieter Geyl, Wim Schermerhorn en anderen, als reactie op het succes van de NSB bij de Provinciale Statenverkiezingen van april 1935. De Nederlands-joodse zakenman Daniël Wolf was met een gift van tweehonderdduizend gulden grootfinancier van de organisatie. De beweging deed niet mee aan de verkiezingen van 1937, maar gaf een stemadvies. Ook werd gepoogd de NSB wind uit de zeilen te nemen door te wijzen op de on-Nederlandse oorsprong van de ideeën van NSB-leider Anton Mussert. De opvatting van de EDD werd bestreden door NSB-theoreticus Baltus Wigersma, die meende dat democratie juist ontstond door eenheid.
Pieter Brijnen was aanvankelijk secretaris. In 1938 volgde een bestuurscrisis waarbij voorzitter H. Faber, en secretaris  W. Ritmeester aftraden. Op verzoek van Jan Goudriaan, die lid van het hoofdbestuur was, nam Willem Schermerhorn het voorzitterschap op zich. De betrekkingen met het Comité van Waakzaamheid werden verbeterd, maar het kwam niet tot samenwerking.
Naar eigen opgave verdubbelde het ledental in 1937 ruimschoots, van zo'n tienduizend naar 21.567 leden en in de zomer van 1939 telde EDD een kleine 30.000 leden. De beweging werd in mei 1940 ontbonden. Schermerhorn werd later wegens zijn voorzitterschap door de Duitsers geïnterneerd in het gijzelaarskamp Sint-Michielsgestel.

## Bekende leden
- Pieter Brijnen
- Jan Eikema
- Pieter Geyl
- Bernardus IJzerdraat
- Albert Jan van Leusen
- P.H. Ritter jr.
- Willem Schermerhorn
- Koos Vorrink